# مارسيلو ريوس
مارسيلو ريوس (بالإسبانية: Marcelo Ríos)‏ هو لاعب كرة مضرب تشيلي، احترف في عام 1994، من أهم انجازاته الحصول على 5 بطولات أساتذة والوصول لنهائي بطولة أستراليا المفتوحة في عام 1998 وربع نهائي بطولة فرنسا المفتوحة في عامي 1998 و1999 وربع نهائي بطولة أمريكا المفتوحة في عام 1997.